# Ливвиковское наречие

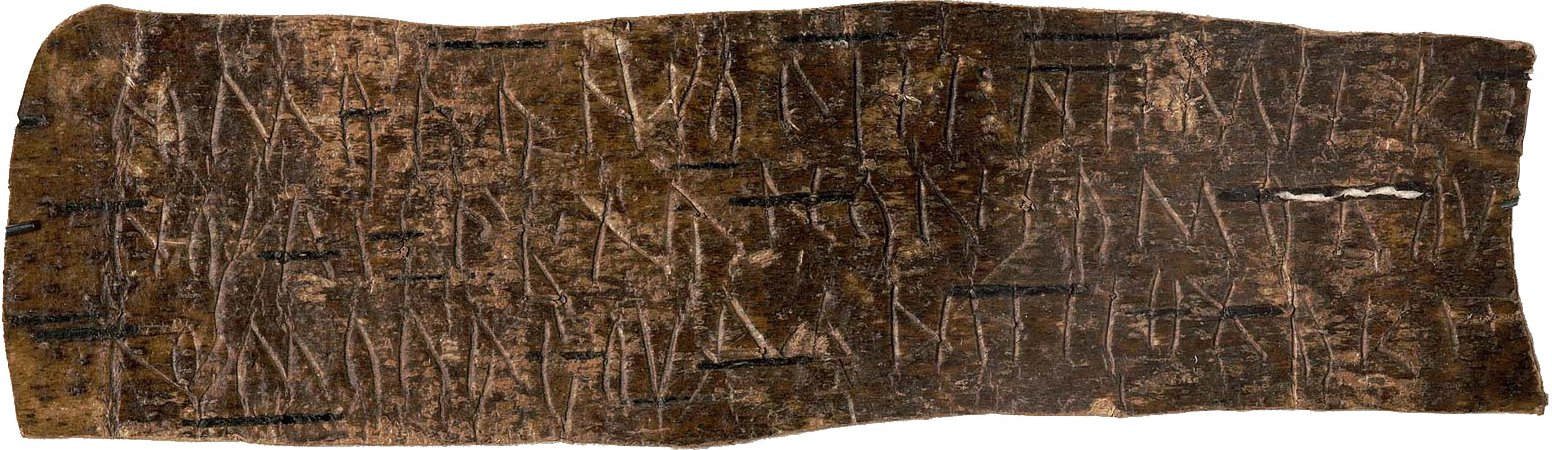
Берестяная грамота № 292 XIII столетия на архаичном ливвиковском наречии.

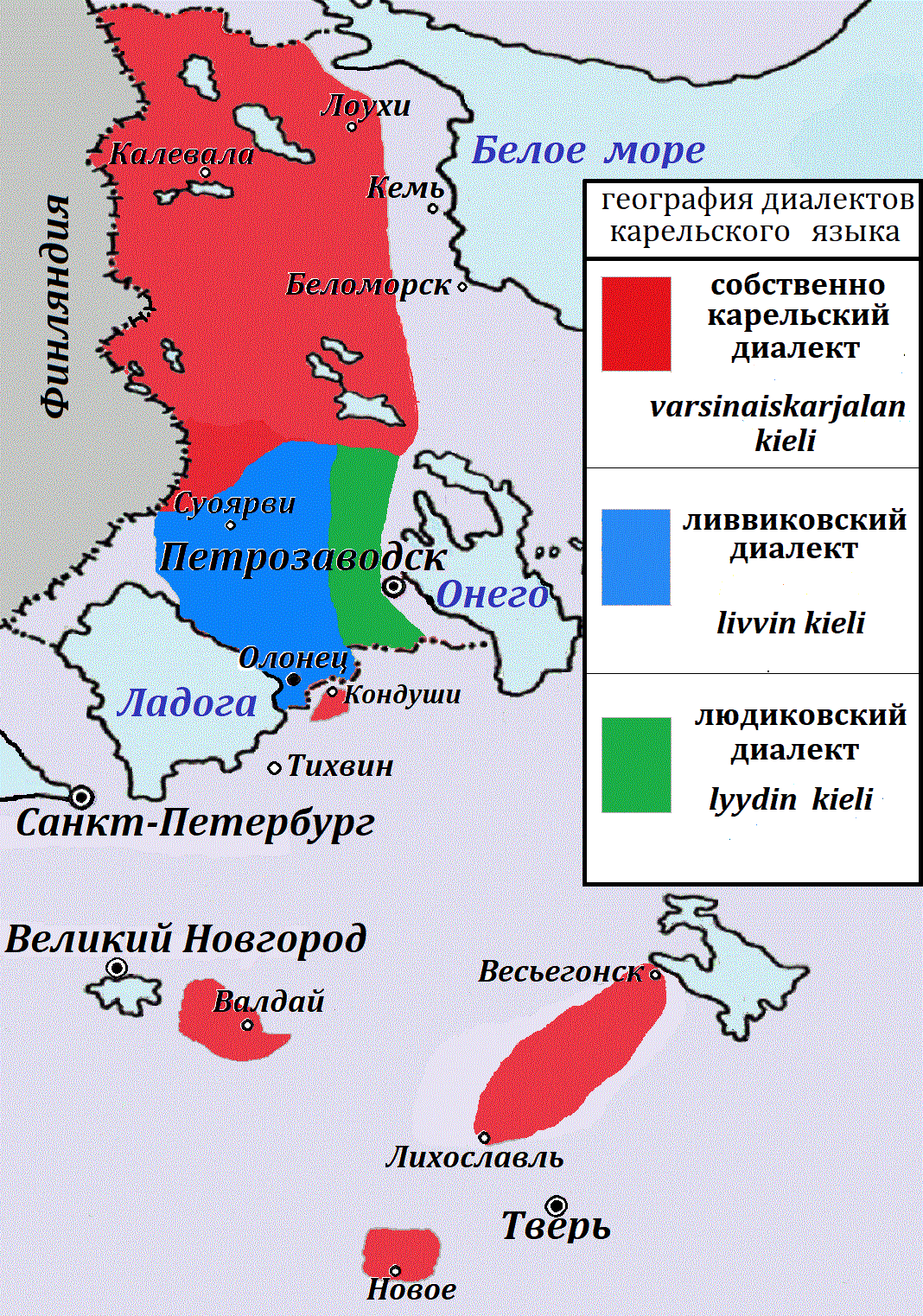
Территориальное распределение диалектов карельского языка

Ли́ввиковское наре́чие (livvin kieli, livvinkarjala) — одно из трёх основных наречий карельского языка, распространённое среди субэтнической группы карелов-ливвиков. Число говорящих спорно — от 14,1 до 25 тысяч человек, проживающих, в основном, в Олонецкой Карелии, но также и в Финской Карелии (до 3 тысяч человек).
Происхождение ливвиковского наречия до настоящего времени достоверно не определено, но оно относится к прибалтийско-финской ветви финно-угорской группы языков. В этом наречии присутствует значительное количество заимствований из вепсского языка, а также пласт западноприбалтийской лексики, отсутствующий в других карельских наречиях.
Языком знаменитой берестяной грамоты № 292, вероятно, является архаичная форма ливвиковского наречия. С 1990 года на ливвиковском диалекте издаётся газета «Oma Mua». В 2011 году Обществом карельского языка началось издание журнала на карельском языке «Karjal Žurnualu» (в основном, на ливвиковском диалекте, хотя собственно-карельский и тверской там также представлены).
В российской лингвистике ливвиковское наречие принято считать диалектом карельского языка, в то время как часть финских лингвистов считают его самостоятельным языком.

## Письменность
Достоверных сведений о возникновении письменности у ливвиков не имеется, но в XIX веке она уже существовала на основе кириллицы, а в 1930-х годах была введена письменность на основе латиницы.
В 1989 году властями Карелии были официально утверждены алфавиты карельского языка.
Алфавит для ливвиковского наречия:
| A a | B b | Č č | D d | Ǯ ǯ | E e | F f | G g |
| H h | I i | J j | K k | L l | M m | N n | O o |
| P p | R r | S s | Š š | Z z | Ž ž | T t | U u |
| V v | Ü ü | Ä ä | Ö ö | '   |     |     |     |

В 2007 году Правительством Республики Карелия был утверждён новый алфавит карельского языка, единый для всех диалектов (с изменениями от 29.05.2014):
| A a | B b | C c | Č č | D d | E e | F f | G g | H h | I i |
| J j | K k | L l | M m | N n | O o | P p | R r | S s | Š š |
| Z z | Ž ž | T t | U u | V v | Y y | Ä ä | Ö ö | ʼ   |     |

## Ливвиковская Википедия
Существует раздел Википедии на ливвиковском варианте карельского языка («Ливвиковская Википедия»), первая правка в нём была сделана в 2015 году. По состоянию на 15:15 (UTC) 16 июля 2025 года раздел содержит 4595 статей (общее число страниц — 13 634); в нём зарегистрировано 7993 участника, двое из них имеют статус администратора; 13 участников совершили какие-либо действия за последние 30 дней; общее число правок за время существования раздела составляет 38 078.

## Диалектология
В составе ливвиковского наречия выделяются следующие диалекты и субдиалекты:
† — мёртвые диалекты и говоры
- сямозерский †
- тулемаярвский
- ведлозерский †
- вительский †
- салминский (видлицкий)
- коткатьярвский
- рыпушкальский
- неккульский

## Писатели-ливвики
- Владимир Брендоев (1931—1990);
- Пётр Семёнов (1934—2019);
- Зинаида Дубинина (1934—2022);
- Вася Вейкки (род. 1958).

## Музыканты-ливвики
- Ilmu (Илму) — российская фолк-трип-хоп группа из Петрозаводска, исполняющая авторские песни на ливвиковском наречии карельского языка. Создателями проекта являются Татьяна и Алексей Ткаченко.